# Carrossel (trilha sonora de 2012)
A música da telenovela brasileira Carrossel consiste em dois álbuns lançados pela distribuidora Building Records em parceria com a SBT Music. Estes são, a trilha nacional, um complementar de remixes e um DVD com os maiores sucessos da novela, todas as músicas cantadas em português e por cantores do Brasil. Arnaldo Saccomani e Laércio Ferreira (Com backing vocals de: Andreia Matoso, João Paulo e Cristina Sacomanni) são responsáveis pela produção de todas as trilhas.
O elenco da novela já fez shows por São Paulo, Brasília e no Rio de Janeiro.

## Carrossel
Com Rosanne Mulholland e os atores mirins figurando na capa, o álbum Carrossel foi lançado em 13 de julho de 2012 contendo somente canções brasileiras. Ele foi produzido por Arnaldo Saccomani e Laércio Ferreira com o arranjo de Afonso Nigro.
Ele foi adicionado no catálogo da distribuidora para divulgação no final de maio de 2012. Atualmente o CD já vendeu mais de 130 mil cópias no país. Para a produção do disco, segundo Arnaldo Saccomani, o SBT decidiu fazer uma trilha sonora direcionada ao público "teen" (adolescente), Arnaldo disse a eles que não daria certo, "ainda bem que me escutaram". Ele também acrescentou que foi mais fácil lidar com as crianças do que com os pais delas e que é mais complicado produzir um adulto, já que nas suas palavras alguns são "insuportáveis" e possuem bastante "ego".
| CD             |                                             |                                                   |                                  |         |  |
| N.º            | Título                                      | Compositor(es)                                    | Artista(s)                       | Duração |  |
| 1.             | "Carro-Céu"                                 | Anires Marcos R. Vigna                            | Abertura                         | 3:51    |  |
| 2.             | "Fico Assim sem Você"                       | Abdullah Cacá Moraes                              | Cirilo e Maria Joaquina          | 3:03    |  |
| 3.             | "Pequeno Cidadão"                           | Antonio Pinto Arnaldo Antunes                     | Jaime Palillo                    | 3:36    |  |
| 4.             | "Carrossel"                                 | Arnaldo Saccomanni Julia Nascimento               | Geral                            | 3:07    |  |
| 5.             | "Ao Mestre com Carinho (To Sir, with Love)" | Mark London Don Black Biafra Costa Neto           | Helena Fernandes                 | 2:49    |  |
| 6.             | "Matemática"                                | Pe Lu Koba                                        | Geral                            | 3:10    |  |
| 7.             | "Beijo, Beijinho, Beijão"                   | Saccomani Bozzo Barretti Fredmil                  | Maria Joaquina Medsen            | 3:12    |  |
| 8.             | "Mexe Mexe"                                 | Saccomani J. Nascimento                           | Geral                            | 3:25    |  |
| 9.             | "Aquarela"                                  | Toquinho Vinicius de Moraes G. Morra M. Fabrizio  | Geral                            | 4:17    |  |
| 10.            | "Amiguinho"                                 | Thomas Roth Saccomani                             | Geral                            | 2:56    |  |
| 11.            | "Mudar Geral"                               | Saccomani Thais Nascimento                        | Geral                            | 3:42    |  |
| 12.            | "Varinha de Condão"                         | Arnaldo Saccomani Thaís Nascimento Matheus Santos | Valéria Ferreira                 | 4:01    |  |
| 13.            | "Ciranda da Bailarina"                      | Edu Lobo Chico Buarque                            | Geral                            | 2:35    |  |
| 14.            | "O Caderno"                                 | Toquinho Mutinho                                  | Firmino                          | 2:54    |  |
| 15.            | "Quem Quiser Sonhar"                        | Saccomani T. Nascimento                           | Helena Fernandes e suas crianças | 3:31    |  |
| 16.            | "Espelho"                                   | Saccomani T. Nascimento                           | Geral                            | 3:46    |  |
| 17.            | "Adolescente"                               | Saccomani Caion Jorge Gadia T. Nascimento         | Geral                            | 2:28    |  |
| 18.            | "Sonhos Para Quem Quiser"                   | Saccomani J. Nascimento                           | Carmen Carrilho                  | 3:08    |  |
| Duração total: | Duração total:                              | Duração total:                                    | Duração total:                   | 58:46   |  |

| Versão do iTunes |                           |                                      |         |  |
| N.º              | Título                    | Música                               | Duração |  |
| 1.               | "Carro-Céu"               | Priscilla Alcântara e Yudi Tamashiro | 3:51    |  |
| 2.               | "Fico Assim Sem Você"     | Roberta Tiepo                        | 3:03    |  |
| 3.               | "Pequeno Cidadão"         | Pequeno Cidadão                      | 3:36    |  |
| 4.               | "Carrossel"               | Crianças                             | 3:07    |  |
| 5.               | "Ao Mestre Com Carinho"   | Eliana                               | 2:49    |  |
| 6.               | "Beijo, Beijinho, Beijão" | Larissa Manoela                      | 3:12    |  |
| 7.               | "Mexe Mexe"               | Crianças                             | 3:25    |  |
| 8.               | "Amiguinho"               | Crianças                             | 2:56    |  |
| 9.               | "Mudar Geral"             | Crianças                             | 3:42    |  |
| 10.              | "Varinha de Condão"       | Maisa                                | 4:01    |  |
| 11.              | "Ciranda da Bailarina"    | Priscila                             | 2:35    |  |
| 12.              | "Quem Quiser Sonhar"      | Maria Diniz e Crianças               | 3:31    |  |
| 13.              | "Espelho"                 | Patricia Marx                        | 3:46    |  |
| 14.              | "Adolescente"             | Crianças                             | 2:28    |  |
| 15.              | "Sonhos Para Quem Quiser" | Simony                               | 3:08    |  |
| Duração total:   | Duração total:            | Duração total:                       | 49:16   |  |

### Desempenho nas tabelas musicais e certificações
| Tabelas musicais (2012) | Melhor posição |
| ----------------------- | -------------- |
| Brasil (ABPD)           | 1              |

| País — Certificador (Vendas) | Certificação (limiares de vendas) |
| ---------------------------- | --------------------------------- |
| Brasil — ABPD (+130,000)     | Platina                           |

## Carrossel Vol. 2
Lançado em 3 de outubro de 2012, o segundo CD de Carrossel contém o restante da trilha sonora também contém atores mirins com o cão Rabito e Rosanne Mulholland na capa. Vendeu mais de 50 mil cópias desde a sua estreia.
| “ | O processo não foi fácil. Alguns nunca tinham cantado nada. Mas, por serem atores, eles têm uma capacidade muito grande de entendimento. Fica mais fácil trabalhar com quem já tem o dom artístico. | ” |

| CD             |                                              |                                |                  |         |  |
| N.º            | Título                                       | Música                         | Personagem(ns)   | Duração |  |
| 1.             | "Carro-Céu (Party Mix)"                      | Priscila e Yudi                |                  | 3:11    |  |
| 2.             | "Não É Proibido"                             | Marisa Monte                   | Jaime Palillo    | 3:29    |  |
| 3.             | "Peraí"                                      | Jean Paulo Campos              | Cirilo Rivera    | 3:04    |  |
| 4.             | "Solta ou Agarra"                            | Coro Carrossel                 |                  | 3:02    |  |
| 5.             | "A Banda"                                    | Turma do Carrossel             |                  | 2:16    |  |
| 6.             | "Rock das Lanchonetes"                       | Nicholas Torres                | Jaime Palillo    | 3:13    |  |
| 7.             | "Bom Dia"                                    | Larissa Manoela                | Maria Joaquina   | 3:56    |  |
| 8.             | "Bom Bom Bom"                                | Coro Carrossel                 |                  | 3:15    |  |
| 9.             | "Não Faz Mal (Tô Carente Mas Eu To Legal)"   | Aysha Benelli & Stefany Vaz    | Laura & Carmem   | 3:59    |  |
| 10.            | "Dig Dim"                                    | MC Jenny                       |                  | 2:48    |  |
| 11.            | "Pertinho de Mim"                            | Maisa Silva                    | Valéria Ferreira | 3:19    |  |
| 12.            | "O Sol e a Lua"                              | Pequeno Cidadão                | Paulo Guerra     | 3:47    |  |
| 13.            | "Varinha de Condão"                          | Thaís Nascimento & Edu Camargo |                  | 4:11    |  |
| 14.            | "Todo Mundo"                                 | Maria Diniz                    |                  | 4:13    |  |
| 15.            | "Rabito"                                     | Nina (Marlei Cevada)           | Rabito           | 3:02    |  |
| 16.            | "Minha Curiosidade"                          | Priscilla Alcântara            |                  | 3:03    |  |
| 17.            | "Aquecimento"                                | Tedy Texas                     | Graça            | 2:38    |  |
| 18.            | "Dançando"                                   | Agridoce                       | Suzana           | 5:10    |  |
| 19.            | "Se Enamora"                                 | Roberta Tiepo                  |                  | 3:10    |  |
| 20.            | "A Bailarina"                                | Lucinha Lins                   |                  | 3:46    |  |
| 21.            | "Doze Coisinhas À Toa Que nos Fazem Felizes" | Fortuna                        |                  | 3:46    |  |
| 22.            | "Carro-Céu"                                  | On Shore                       |                  | 2:43    |  |
| 23.            | "Fico Assim Sem Você (Remix)"                | Roberta Tiepo                  |                  | 2:49    |  |
| Duração total: | Duração total:                               | Duração total:                 | Duração total:   | 1:13:30 |  |

## Carrossel Video Hits
Lançado em 13 de dezembro de 2012, é um DVD com 17 videoclipes de canções lançadas nos dois álbuns anteriores. Na capa conta com a professora Helena (Rosanne Mulholland) e as crianças, e de brinde um pôster autografado pelo elenco. Anunciado desde julho de 2012, vendeu 60 mil cópias desde que foi liberado.
| Disco Digital de Vídeo (DVD) |                                              |         |  |
| N.º                          | Título                                       | Duração |  |
| 1.                           | "Carrossel"                                  | 3:51    |  |
| 2.                           | "Beijo, Beijinho, Beijão"                    | 3:12    |  |
| 3.                           | "Aquarela"                                   | 4:17    |  |
| 4.                           | "Fico Assim Sem Você"                        | 3:03    |  |
| 5.                           | "Peraí"                                      | 3:04    |  |
| 6.                           | "Pequeno Cidadão"                            | 3:36    |  |
| 7.                           | "Rabito"                                     | 3:02    |  |
| 8.                           | "O Sol e a Lua"                              | 3:47    |  |
| 9.                           | "Doze Coisinhas à Toa Que nos Fazem Felizes" | 3:46    |  |
| 10.                          | "Não É Proibido"                             | 3:29    |  |
| 11.                          | "Pra Alegrar o Meu Dia"                      | 2:50    |  |
| 12.                          | "Varinha de Condão"                          | 4:01    |  |
| 13.                          | "Quem Quiser Sonhar"                         | 3:31    |  |
| 14.                          | "Mexe Mexe"                                  | 3:25    |  |
| 15.                          | "Brincadeira de Criança"                     | 3:17    |  |
| 16.                          | "Mudar Geral"                                | 3:42    |  |
| 17.                          | "Amiguinhos"                                 | 2:56    |  |
| Duração total:               | Duração total:                               | 56:09   |  |

## Carrossel Especial Astros
Gravado como um especial de Natal do programa Astros, ele foi lançado em 1 de março de 2013 como um DVD da apresentação ao vivo dos atores no programa.
| CD             |                           |                                    |                |         |  |
| N.º            | Título                    | Música                             | Personagem(ns) | Duração |  |
| 1.             | "Carro-Céu"               | Thomas Roth, Yudi, Larissa Manoela |                | 3:11    |  |
| 2.             | "Rock das Lanchonetes"    | Nicholas Torres, Miranda           | Jaime Palillo  | 3:29    |  |
| 3.             | "Peraí"                   | Jean Paulo Campos                  | Cirilo Rivera  | 3:04    |  |
| 4.             | "Dig Dim"                 | Mc Jenny                           |                | 3:02    |  |
| 5.             | "Varinha de Condão"       | Maisa Silva, Cyz                   |                | 2:16    |  |
| 6.             | "Filhote do Filhote"      | Turma do Carrossel                 | geral          |         |  |
| 7.             | "Mexe Mexe"               | Crianças                           |                | 3:56    |  |
| 8.             | "Beijo, Beijinho, Beijão" | Larissa Manoela, Arnaldo Saccomani |                | 3:15    |  |
| 9.             | "Todo Mundo"              | Rosanne Mulholland                 |                | 3:59    |  |
| 10.            | "Um Feliz Natal"          | Turma do Carrossel                 |                | 2:48    |  |
| Duração total: | Duração total:            | Duração total:                     | Duração total: | 27:40   |  |

| Disco Digital de Vídeo (DVD) |                                            |         |  |
| N.º                          | Título                                     | Duração |  |
| 1.                           | "Carro-céu"                                |         |  |
| 2.                           | "Rock das Lanchonetes"                     |         |  |
| 3.                           | "Peraí"                                    |         |  |
| 4.                           | "Dig Dim"                                  |         |  |
| 5.                           | "Varinha de Condão"                        |         |  |
| 6.                           | "Filhote do Filhote"                       |         |  |
| 7.                           | "Mexe Mexe"                                |         |  |
| 8.                           | "Beijo, Beijinho, Beijão"                  |         |  |
| 9.                           | "Todo Mundo"                               |         |  |
| 10.                          | "Carro-céu"                                |         |  |
| 11.                          | "Um Feliz Natal"                           |         |  |
| 12.                          | "Peraí"                                    |         |  |
| 13.                          | "Não Faz Mal (Tô Carente Mas Eu To Legal)" |         |  |
| 14.                          | "Bom Bom Bom"                              |         |  |

## Carrossel Remixes Vol. 3
Todos os sucessos do primeiro e segundo álbum em uma versão remix neste volume 3.
| CD             |                                                     |                             |                         |         |  |
| N.º            | Título                                              | Música                      | Personagem(ns)          | Duração |  |
| 1.             | "Carro-Céu (Remix)"                                 | Priscila e Yudi             | Abertura                | 3:08    |  |
| 2.             | "Peraí (Remix)"                                     | Jean Paulo Campos           | Cirilo e Maria Joaquina | 3:01    |  |
| 3.             | "A Banda (Remix)"                                   | Turma do Carrossel          |                         | 2:07    |  |
| 4.             | "Mexe Mexe (Remix)"                                 | Crianças                    | Geral                   | 3:06    |  |
| 5.             | "Beijo, Beijinho, Beijão (Remix)"                   | Larissa Manoela             |                         | 2:44    |  |
| 6.             | "Carrossel (Remix)"                                 | Crianças                    | Geral                   | 3:25    |  |
| 7.             | "Ciranda da Bailarina (Remix)"                      | Priscila                    |                         | 2:46    |  |
| 8.             | "Rock das Lanchonetes (Remix)"                      | Nicholas Torres             | Jaime Palillo           | 3:37    |  |
| 9.             | "Não Faz Mal (Tô Carente Mas Eu to Legal) [Remix]"  | Aysha Benelli & Stefany Vaz | Laura & Carmem          | 3:02    |  |
| 10.            | "Ao Mestre Com Carinho (To Sir, With Love) [Remix]" | Eliana                      | Helena Fernandes        | 3:03    |  |
| 11.            | "Tic Tac (Remix)"                                   | Roberta Tiepo               | Geral                   | 3:16    |  |
| 12.            | "Todo Mundo (Remix)"                                | Rosanne Mulholland          |                         | 3:16    |  |
| 13.            | "Sonhos para Quem Quiser (Remix)"                   | Simony                      |                         | 3:00    |  |
| 14.            | "Brincadeira de Criança (Remix)"                    | Coro Carrossel              | Geral                   | 3:17    |  |
| 15.            | "Dig Dim (Remix)"                                   | MC Jenny                    | Geral                   | 3:24    |  |
| 16.            | "Deixa Comigo (Remix)"                              | Lívia Andrade               |                         | 3:16    |  |
| Duração total: | Duração total:                                      | Duração total:              | Duração total:          | 50:05   |  |